# Eural TransGas
Компания Eural TransGas Kft. (ETG) стала преемником «Итеры» на посту транзитера туркменского газа на Украину.
По данным газеты «Деловая столица», ETG была зарегистрирована в венгерском селе Чабды 6 декабря 2002 года с уставным капиталом $12 тыс. Её учредителями выступили четыре физических лица: израильтянин Авербух Гордон, а также трое граждан Румынии Анча Негреану, Луш Лукас и Савву Михай, все четверо — безработные.
На должность директора ETG был назначен бывший сотрудник венгерского представительства «Газпрома» Андреас Кнопп, являющийся соучредителем ряда компаний, специализирующихся на торговле энергоносителями — французской Benem Holdings Spa, венгерской Vangard Trade и кипрской HighRock Properties Ltd. На Украине предприятия группы HighRock с НАК «Нафтогаз Украины» совладеют ООО «Укргазтрейд», занимающимся поставками среднеазиатского хлопка, а также поставляют газ и электроэнергию производителям минеральных удобрений.
Уже в 2003 году ETG стал транзитером всего туркменского газа на территорию Украины. В результате эта компания с минимальным уставным капиталом получила доступ к поставкам топлива на миллиарды долларов. Согласно данным, приведённым на сайте компании , в 2003 оборот ETG составил 2 млрд долларов, а прибыль — 220 млн долларов
Причины столь успешного развития ETG, по всей видимости, кроются в высокой степени влияния её покровителей. Различные СМИ неоднократно намекали на связь ETG с известным бизнесменом Семёном Могилевичем. Но данные сведения были опровергнуты в судебном порядке (недоступная ссылка). Между тем, НАК «Нафтогаз Украины» была вынуждена предпринимать многочисленные попытки «отмыть» имидж скандального транзитера.
Для этого акции компании несколько раз перепродавались различным компаниям. В составе акционеров ETG побывала британская JKX Oil&Gas, известная по многолетнему конфликту с Фондом государственного имущества Украины за одно из газовых месторождений в Полтавской области. В 2004 году акции Eural были проданы британской же Atlantic Caspian и компания D.E.G. Handels- und Unternehmensberatungsgesellschaft m.b.H., зарегистрированная в Вене в 1990 году.
Но все эти запутанные схемы так и не помогли окончательно очистить имидж резидента села Чабды. Поэтому место ETG заняла не менее скандальная компания RosUkrEnergo.